# Kim Mjong-gil
Kim Mjong-gil (korejsky: 김명길; hanča: 金明吉; * 16. října 1984) je severokorejský fotbalista. Hraje za Amrokgang v severokorejské fotbalové lize.
Desetkrát hrál za severokorejský národní tým a byl povolán do 23členného kádru pro Mistrovství světa ve fotbale 2010.